# Schneeschmelze

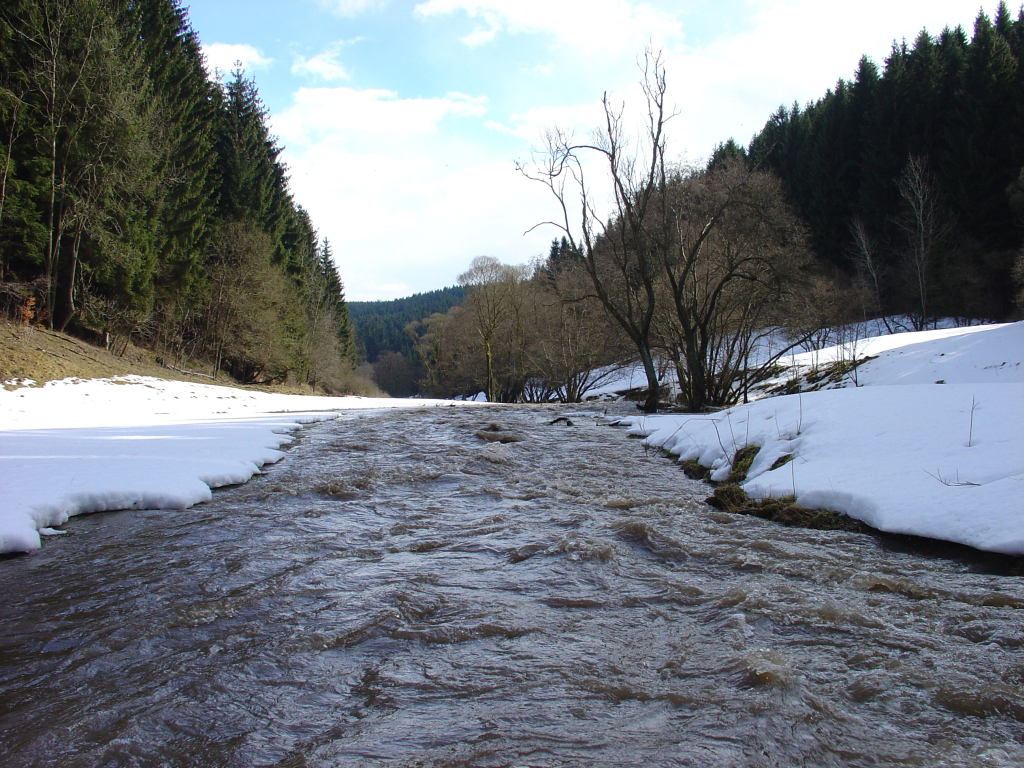
Schneeschmelze im Tal des Breitenbachs bei Böhlen in Thüringen, März 2006

Als Schneeschmelze bezeichnet man das Schmelzen von Schnee zu Wasser, wenn die Umgebungstemperatur und Luftfeuchte, zumeist aufgrund des Wechsels der Jahreszeit, ansteigt. Zur Schneeschmelze kann es auch im Winter kommen, wenn an der Vorderseite eines Tiefdruckgebietes feucht-milde Luft von Südwesten angesaugt wird. Ohne Berücksichtigung von  Strahlung tritt Schmelzen einer Schneedecke dann auf, wenn die Feuchttemperatur der Luft über 0 °C liegt. Dann ist die Zufuhr von thermischer Energie zum Schnee höher als die Abgabe von Energie durch Schneeverdunstung. Besonders stark ist das Schmelzen von Schnee, wenn die Taupunkttemperatur der Luft über 0 °C ansteigt, weil dann neben der Energiezufuhr durch thermische Energie auch noch die zugeführte Kondensationsenthalpie durch Tauablagerung auf dem Schnee zur Schmelze beiträgt, dann spricht man auch von Tauen. Bei geringer Windgeschwindigkeit bildet sich über einer schmelzenden Schnee- oder Eisfläche eine Kaltlufthaut, die das Schmelzen reduziert. Bei geneigten Flächen fließt diese Kaltluft ab, was als katabatischer Wind (Gletscherwind) bezeichnet wird. Ein Sonderfall ist die Schneeschmelze unter Föhneinfluss, wenn die Luft nach Überqueren eines Gebirges trockenadiabatisch erwärmt wird. Obwohl die Luft dabei relativ trocken ist, liegt die Feuchttemperatur oder sogar die Taupunkttemperatur in Tallagen oft über 0 °C, Der starke, böige Wind erodiert die bodennahe Kaltluftschicht über dem Schnee und erhöht dadurch die Energiezufuhr, wodurch der Effekt der Schneeschmelze besonders groß wird.
Schneeschmelzen verursachen in der Regel erhöhte Wasserpegel in Bächen, Flüssen und Seen und führen nicht selten zu Überschwemmungen.